# Spedizione antartica di ricerca Ronne
La spedizione antartica di ricerca Ronne (in inglese Ronne Antarctic Research Expedition - RARE) è stata una missione esplorativa svoltasi durante gli anni 1947-1948 nella parte settentrionale del Mare di Weddell in Antartide.

## Storia
Finanziato con capitali privati statunitensi, il gruppo era guidato da Finn Rønne. È stata la prima missione a prevedere la presenza di donne in Antartide durante l'inverno: nel gruppo era infatti presente la moglie di Ronne, così come la moglie del capo pilota Darlington.